# Abychodes
Abychodes é um gênero de traça pertencente à família Oecophoridae e à superfamília Gelechioidea.